# Parlamento de Trinidad y Tobago
El Parlamento de Trinidad y Tobago es el poder legislativo del Gobierno de Trinidad y Tobago. El Parlamento es bicameral. Además del Presidente de Trinidad y Tobago, se compone de la Cámara de Representantes, que se compone del Presidente de la Cámara de Representantes además de 41 miembros elegidos directamente que cumplen un mandato de cinco años en circunscripciones uninominales, y el Senado que tiene 31 miembros nombrados por el presidente: 16 senadores del Gobierno nombrados por consejo del primer ministro, 6 senadores de la oposición nombrados por consejo del líder de la oposición y 9 senadores independientes nombrados por el presidente para representar a otros sectores de la sociedad civil. En la actualidad, es el único parlamento del mundo que cuenta con una presidenta, una presidenta del Senado, una presidenta de la Cámara de Representantes y una líder de la oposición. A 20 de abril de 2021, sólo hay 24 mujeres diputadas, es decir, el 32,9%, y ocho diputados nacidos en Tobago, es decir, el 11,0%.

## Afiliaciones internacionales
- ACP–EU Joint Parliamentary Assembly
- Canadá-Caribbean Parliamentary Friendship Group
- Commonwealth Parliamentary Association